# LXV Korpus Armijny (III Rzesza)
LXV (65.) Korpus Armijny (niem. LXV. Armeekorps) – jeden z niemieckich korpusów armijnych, stacjonował w okupowanej Jugosławii.  
Utworzony 21 maja 1941 roku. Do kwietnia 1942 roku stacjonował w okupowanej Jugosławii, gdzie został rozwiązany i wykorzystany do utworzenia sztabu Gubernatora Wojskowego Serbia. Następnie po reorganizacji nadzorował sztaby artylerii przeznaczone do użycia broni V. 
Ostatecznie został rozwiązany 20 października 1944 roku i wykorzystany do utworzenia XXX Korpusu Armijnego.

## Dowódcy korpusu
- gen. Erich Heinemann[2]